# Chihuahuana purpusii
Chihuahuana purpusii là một loài thực vật có hoa trong họ Cúc. Loài này được (Brandegee) Urbatsch & R.P.Roberts mô tả khoa học đầu tiên năm 2004.